# Governo Pflimlin
Il Governo Pflimlin è stato in carica dal 13 al 28 maggio 1958, per un totale di 15 giorni. Viene annoverato tra i governi più brevi della storia francese.
Guidato Pierre Pflimlin, volto nuovo del MRP e favorito dell'ex-premier Georges Bidault, il governo fu duramente colpito dalla "crisi di maggio" seguita al colpo di Stato di Algeri accorso il giorno stesso dell'insediamento dell'esecutivo. Il golpe, orchestrato da militari pieds-noirs e anti-indipendentisti di estrema destra, danneggiò ulteriormente l'immagine del governo, già privo di un leader conosciuto e composto perlopiù da figure politiche secondarie, mentre si rivelò proficuo per il generale Charles de Gaulle, visto come unico possibile salvatore della patria dall'opinione pubblica. Dieci giorni dopo un discorso di de Gaulle circa la necessità di rivedere l'assetto istituzionale per garantire un esecutivo solido, il premier Pflimlin rassegnò le dimissioni, constatando la necessità per tutti i gruppi dell'arco costituzionale (eccetto il PCF) di varare un esecutivo a trazione gollista.

## Consiglio dei Ministri
Il governo, composto da 17 ministri (oltre al presidente ed il vicepresidente del consiglio), vedeva partecipi:
| Presidente del Consiglio dei Ministri          |  | Pierre Pflimlin           | MRP   |  |  |
|                                                |  |                           |       |  |  |
| Vicepresidente del Consiglio dei Ministri      |  | Guy Mollet                | SFIO  |  |  |
|                                                |  |                           |       |  |  |
| Ministro degli Affari Esteri                   |  | René Pleven               | UDSR  |  |  |
| Ministro dell'Interno                          |  | Jules Moch                | SFIO  |  |  |
| Ministro della Giustizia                       |  | Robert Lecourt            | MRP   |  |  |
| Ministro della Difesa Nazionale                |  | Pierre de Chevigné        | MRP   |  |  |
| Ministro delle Finanze                         |  | Edgar Faure               | RGR   |  |  |
| Ministro dei Lavori Pubblici                   |  | Paul Ribeyre              | UDSR  |  |  |
| Ministero dell'Informazione                    |  | Albert Gazier             | SFIO  |  |  |
| Ministro dell'Istruzione Nazionale             |  | Jacques Bordeneuve        | PRRRS |  |  |
| Ministro del Lavoro e della Previdenza Sociale |  | Paul Bacon                | MRP   |  |  |
| Ministro della Sanità Pubblica                 |  | André Maroselli           | PRRRS |  |  |
| Ministro dell'Industria e del Commercio        |  | André Mutter              | CNIP  |  |  |
| Ministro dell'Agricoltura                      |  | Roland Boscary-Monsservin | CNIP  |  |  |
| Ministro della Ricostruzione e dell'Alloggio   |  | Pierre Garet              | CNIP  |  |  |
| Ministro dei Reduci e delle Vittime di guerra  |  | Vincent Badie             | PRRRS |  |  |
| Ministro della Francia d'Oltremare             |  | André Colin               | MRP   |  |  |
| Ministro dell'Algeria                          |  | André Mutter              | CNIP  |  |  |
| Ministero delle Istituzioni Europee            |  | Maurice Faure             | PRRRS |  |  |